# پیتاهای سبز
پیتاهای سبز (نام علمی: Pitt) یک سرده از پرندگان خانواده پیتایان یا پیتا است. آنها پرندگان رنگارنگ و پنهانکار هستند که در کف جنگل به جستجوی غذا می‌پردازند. آنها پادراز و دم‌کوتاه با بالهای گرد هستند. همه آنها در روتنهٔ خود سبز با تکه‌های بال آبی دارند. بسیاری از آنها سر تیره دارند. آشیانه‌سازی، جوجه‌کشی و پرورش جوجه‌ها توسط هر دو والدین انجام می‌شود. جوجه‌کشی در برخی حدود ۱۷ روز به پایان می‌رسد و جوجه‌ها دیررس و نیازمند هستند. برخی از گونه‌ها مهاجر هستند.
پیتای مورچه‌خوار، یک خانواده از پرندگان نوگرمسیری از حدود ۵۰ گونه، در راه رفتن پرش، رفتار پنهانگری، پاهای بلند و دم کوتاه شبیه به پیتاها است.

## گونه‌ها
۱۴–۱۶ گونه در این سرده عبارتند از:
| نگاره | نام علمی          | نام رایج          | پراکندگی                                |
| ----- | ----------------- | ----------------- | --------------------------------------- |
|       | Pitta sordida     | پیتای سبزپوش      | آسیای اصلی و منطقه دریایی جنوب شرق آسیا |
|       | Pitta maxima      | پیتای سینه‌عاجی    | مالوکوی شمالی                           |
|       | Pitta concinna    | پیتای خوش‌رنگ      | جزایر سوندای کوچک                       |
|       | Pitta superba     | پیتای والا        | جزیره مأنوس (شمال پاپوآ گینه نو)        |
|       | Pitta steerii     | پیتای سینه‌لاجوردی | فیلیپین                                 |
|       | Pitta angolensis  | پیتای آنگولایی    | مناطق گرمسیری و نیمه‌گرمسیری آفریقا      |
|       | Pitta reichenowi  | پیتای سینه‌سبز     | آفریقای استوایی                         |
|       | Pitta brachyura   | پیتای هندی        | شبه قاره هند                            |
|       | Pitta nympha      | پیتای پری         | آسیای شرقی                              |
|       | Pitta moluccensis | پیتای بال‌آبی      | استرالیا و جنوب شرق آسیا                |
|       | Pitta megarhyncha | پیتای حرا         | شرق هند تا غرب منطقهٔ جنوب شرق آسیا      |
|       | Pitta elegans     | پیتای برازنده     | جزایر سوندا کوچک                        |
|       | Pitta vigorsii    | پیتای دریای باندا | جزایر ملوکو                             |
|       | Pitta versicolor  | پیتای پرسروصدا    | شرق استرالیا و جنوب گینه نو             |
|       | Pitta anerythra   | پیتای رخ‌سیاه      | ملانزی غربی                             |
|       | Pitta iris        | پیتای رنگین‌کمانی  | شمال استرالیا                           |